# Lo desengany
Lo desengany és un poema dramàtic de Francesc Fontanella, escrit en 1641. Es tracta de les núpcies de Venus i Vulcà i el titular desengany del déu Mart. Segons el pròleg, Lo desengany és un nou tipus de drama:
No és tragèdia, ball, comèdia,
ègloga, entremès ni loa,
però de tot lo dramàtic
és una armonia nova. (I.329-32)
El crític literari Albert Rossich ha fet una adaptació dramàtica de Lo desengany, publicada l'any 1987 (Barcelona: Quaderns Crema).